# Lady Blunt

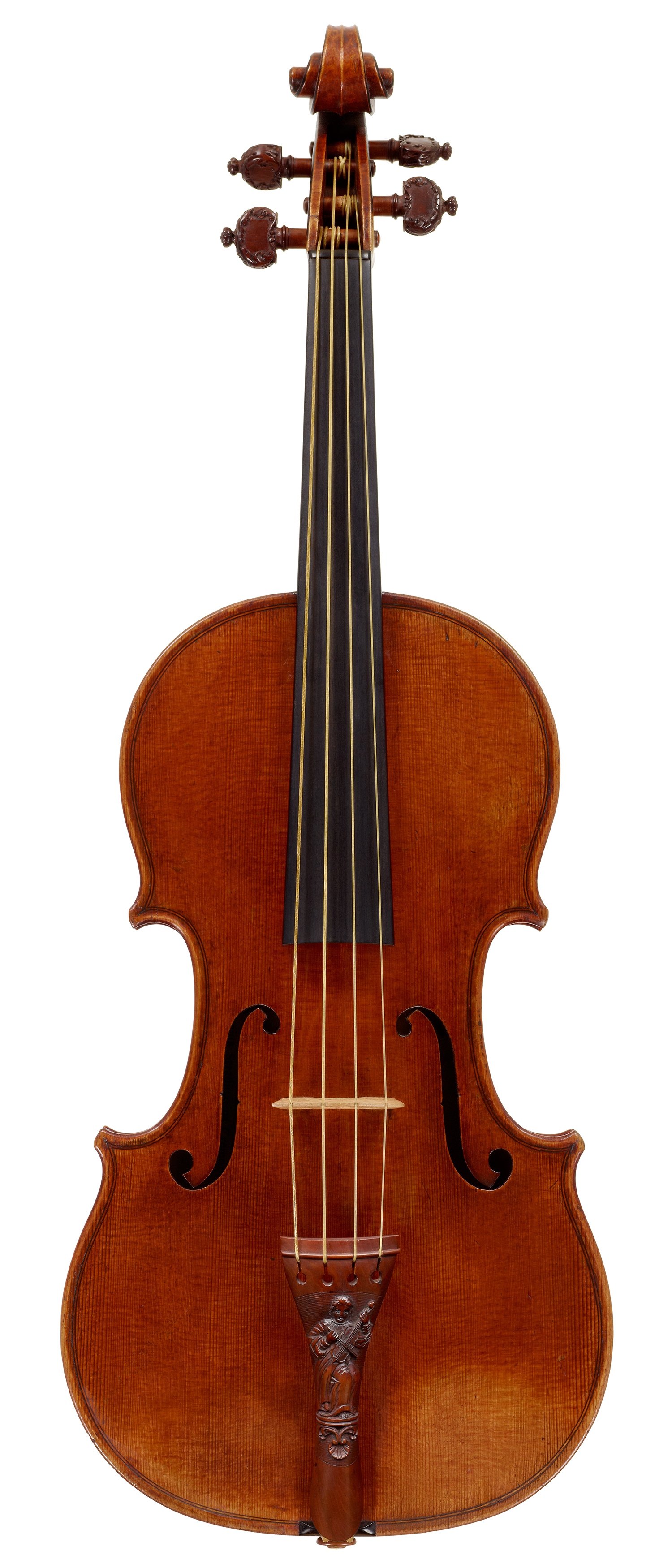
Lady Blunt, Stradivarius uit 1721

De Lady Blunt is een viool, gemaakt in 1721 door de beroemde Italiaanse luthier Antonio Stradivari. Deze Stradivarius-viool bracht bij een onlineveiling in 2011 11,1 miljoen euro op. Het instrument was meer dan dertig jaar in bezit van barones Anne Blunt.

## Historie
De eerste gekende eigenaar van het instrument was de Franse luthier Jean-Baptiste Vuillaume die het instrument in 1860 op de kop kon tikken.  Hij verkocht het instrument aan Lady Anne Blunt (1837-1917), een kleindochter van de beroemde Engelse dichter Lord Byron en dochter van Ada Lovelace. Het Londense vioolhuis W.E. Hill & Sons kocht het instrument in 1890 van Lady Blunt en verkocht het door aan een belangrijke verzamelaar. In 1895 kwam het instrument in het bezit van een Duitse handelaar uit Bremen, Baron Johann Knoop. Ook Sam Bloomfield was een van de eigenaars doorheen de tijd.
Bij een veiling in Sotheby's in 1971 werd het instrument door Robert Lowe verkocht voor 84.000 Britse pond. Hij had het instrument bijna dertig jaar in bezit gehad.
In 2008 werd het instrument in een private verkoop voor meer dan tien miljoen Amerikaanse dollar verkocht aan de Nippon Music Foundation. In de nasleep van de zeebeving nabij Sendai in 2011 werd het instrument door het steunfonds van de Nippon Foundation op een online veiling voor het goede doel verkocht. Het instrument leverde op de veiling geleid door Tarisio Auctions 9,8 miljoen Britse pond (ca. 11 miljoen euro) op. De opbrengsten kwamen ten goede aan de slachtoffers van de zeebeving via het Nippon Foundation's Northeastern Japan Earthquake and Tsunami Relief Fund.